# Кечил-оол, Тулуш Балданович
Тулуш  Балданович Кечил-оол (23 июня 1914, Белоцарск, Енисейская губерния — 10 июня 1945) — участник Великой Отечественной войны, командир 4-го ордена Республики тувинского добровольческого кавалерийского эскадрона 31-го гвардейского кавалерийского полка 8-й гвардейской Ровенской кавалерийской дивизии 6-го гвардейского кавалерийского корпуса 13-й армии 1-го Украинского фронта, гвардии майор, Герой Советского Союза.

## Биография
Родился в 1914 году в Белоцарске (ныне город Кызыл) в крестьянской семье. Тувинец. Образование среднее.
В Красной Армии с 1944 года. В действующей армии с января 1944 года.
Командир 4-го ордена Республики тувинского добровольческого кавалерийского эскадрона 31-го гвардейского кавалерийского полка (8-я гвардейская кавалерийская дивизия, 6-й гвардейский кавалерийский корпус, 13-я армия, 1-й Украинский фронт) гвардии капитан Тулуш Кечил-оол в феврале 1944 года в боях за город Дубно Ровенской области Украины, отразив ожесточённые контратаки превосходящих сил противника, поднял вверенный ему эскадрон в атаку, отбросил врага и обеспечил прикрытие фланга 8-й гвардейской кавалерийской дивизии.
2 февраля 1944 года гвардии капитан Тулуш Кечил-оол в числе первых во главе своего эскадрона ворвался в город Ровно, уничтожив большое количество живой силы и боевой техники противника. Командир 8-й гвардейской Ровенской кавалерийской дивизии гвардии генерал-майор Д. Н. Павлов описывал его подвиг:
…Примерами величайшего героизма и мужества, стойкости и отваги полон боевой путь бойцов, сержантов и офицеров Тувинского эскадрона, командиром которого является гвардии капитан Кечил-оол.

В бою за город Ровно 02.02.44 г. эскадрон тувинцев, не взирая на сильный артиллерийско-миномётный, ружейно-пулемётный и автоматный огонь противника, в конном строю с криком «УРА» ворвался на ж. д. станцию и обратил в паническое бегство немцев, чем обеспечил внезапное занятие её нашими частями…
В феврале 1944 года представлялся к ордену Ленина, но награждён орденом Красного Знамени.
Постановлением Совета Министров Тувинской Народной Республики от 7 июля 1944 года Т. Б. Кечил-оолу присвоено очередной воинское звание — Гвардии Майор
Гвардии капитан Т. Б. Кечил-оол трагически погиб 10 июня 1945 года.
Указом Президента СССР от 5 мая 1990 года «за мужество и отвагу, проявленные в период Великой Отечественной войны 1941—1945 годов», гвардии капитану Кечил-оолу Тулушу Балдановичу посмертно было присвоено звание Героя Советского Союза. 8 июня 1990 года командующий Сибирским военным округом генерал-полковник Б. Е. Пьянков вручил сыну отважного кавалериста Владимиру Кечил-оолу Золотую Звезду Героя и орден Ленина.

## Награды
- Медаль «Золотая Звезда»;
- Орден Ленина;[2]
- Орден Красного Знамени.